# Marcolino Amanni
Marcolino Amanni o Marcolino de Forlì (Forlì, 1317-Forlì, 2 de enero de 1397) fue un presbítero italiano de la Orden de Predicadores.

## Biografía
Ascético y místico, es recordado por la sencillez y serenidad de su vida, pero también por el compromiso caritativo con los pobres y los niños. Ingresó al convento de Santiago Apóstol de los dominicos de Forlì a la edad de 10 años, donde pasó una vida de compromiso en la oración, en el amor místico por Dios, en el amor concreto por su prójimo, para tener hoy el título de beato. Como tal, se recuerda el 24 de enero. Su cuerpo descansa hoy en la catedral de Forlì. En la Pinacoteca Cívica de Forlì, en cambio, puedes ver la antigua urna funeraria de Marcolino, obra de Antonio Rossellino, invitado a Forlì por Nicolò dall'Aste. El beato Giovanni Dominici escribió la vida del beato Marcolino de Forlì.
- Datos: Q3290191
- Multimedia: Marcolino Amanni / Q3290191